# Diego Nunes

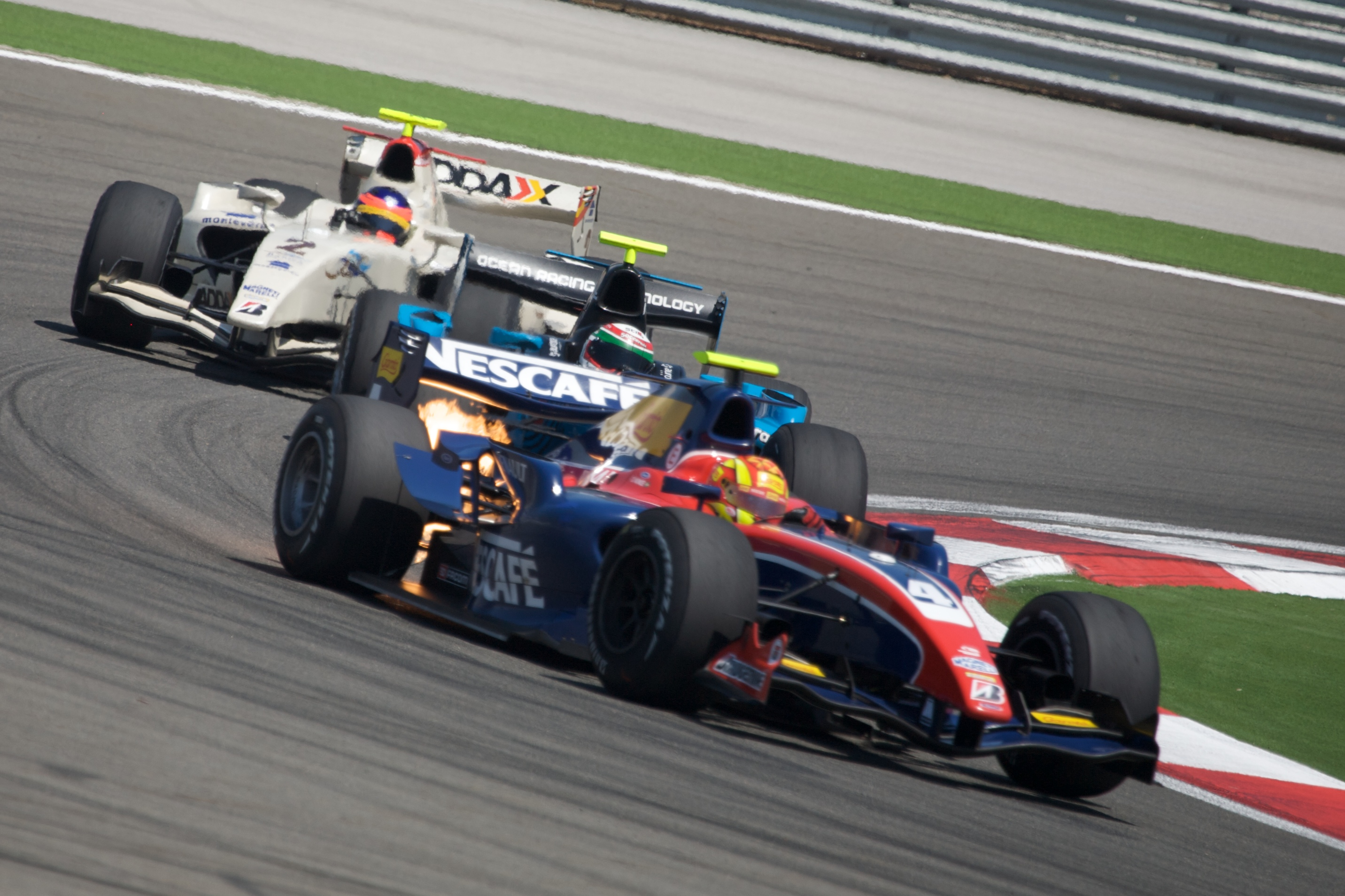
Diego Nunes (voorgrond)

Diego Nunes (Curitiba, 12 juli 1986) is een Braziliaans autocoureur die anno 2009 in de GP2 rijdt.

## Loopbaan
- 2002: Formule Renault 2.0 Brazilië, team onbekend (3 races).
- 2003: Formule Renault 2.0 Brazilië, team onbekend.
- 2004: Formule Renault 2.0 Brazilië, team Full Time Sports.
- 2005: Formule 3 Sudamericana, team Bassani Racing (3 overwinningen).
- 2005: Formule Renault 2.0 Brazilië, team Gramacho Racing (3 races).
- 2006: Formule 3 Sudamericana, team Bassani Racing (1 overwinning, 3e in eindklassement).
- 2006: Formule Renault 2.0 Brazilië, team Bassani Racing (1 race).
- 2006: Euroseries 3000, team Minardi Team (2 races).
- 2007: Euroseries 3000, team Team Minardi by GP Racing (4 overwinningen, 2e in eindklassement).
- 2008: GP2, team David Price Racing.
- 2008: GP2 Asia Series, teams Campos Racing en David Price Racing.
- 2008-09: GP2 Asia Series, team Piquet GP (2 overwinningen).
- 2009: GP2, team iSport International.
- 2009-10: GP2 Asia Series, team Team Meritus.

## GP2 resultaten
| Jaar | Inschrijving         | 1          | 2          | 3          | 4          | 5          | 6          | 7          | 8          | 9          | 10         | 11         | 12         | 13         | 14         | 15         | 16        | 17         | 18         | 19         | 20         | Rang | Punten |
| ---- | -------------------- | ---------- | ---------- | ---------- | ---------- | ---------- | ---------- | ---------- | ---------- | ---------- | ---------- | ---------- | ---------- | ---------- | ---------- | ---------- | --------- | ---------- | ---------- | ---------- | ---------- | ---- | ------ |
| 2008 | David Price Racing   | ESP FEA 15 | ESP SPR 16 | TUR FEA 13 | TUR SPR 10 | MON FEA 15 | MON SPR 9  | FRA FEA 11 | FRA SPR NF | GBR FEA 17 | GBR SPR NF | GER FEA NF | GER SPR NF | HUN FEA 12 | HUN SPR 15 | EUR FEA 10 | EUR SPR 4 | BEL FEA 12 | BEL FEA NF | ITA FEA NF | ITA SPR 16 | 22   | 3      |
| 2009 | iSport International | ESP FEA 11 | ESP SPR 8  | MON FEA NF | MON SPR 14 | TUR FEA 11 | TUR SPR 11 | GBR FEA 11 | GBR SPR NF | GER FEA NF | GER SPR 11 | HUN FEA NF | HUN SPR 15 | VAL FEA 11 | VAL SPR 5  | BEL FEA 9  | BEL FEA 3 | ITA FEA 10 | ITA SPR NF | POR FEA 12 | POR SPR 5  | 20   | 8      |